# 벤저민 조우이트

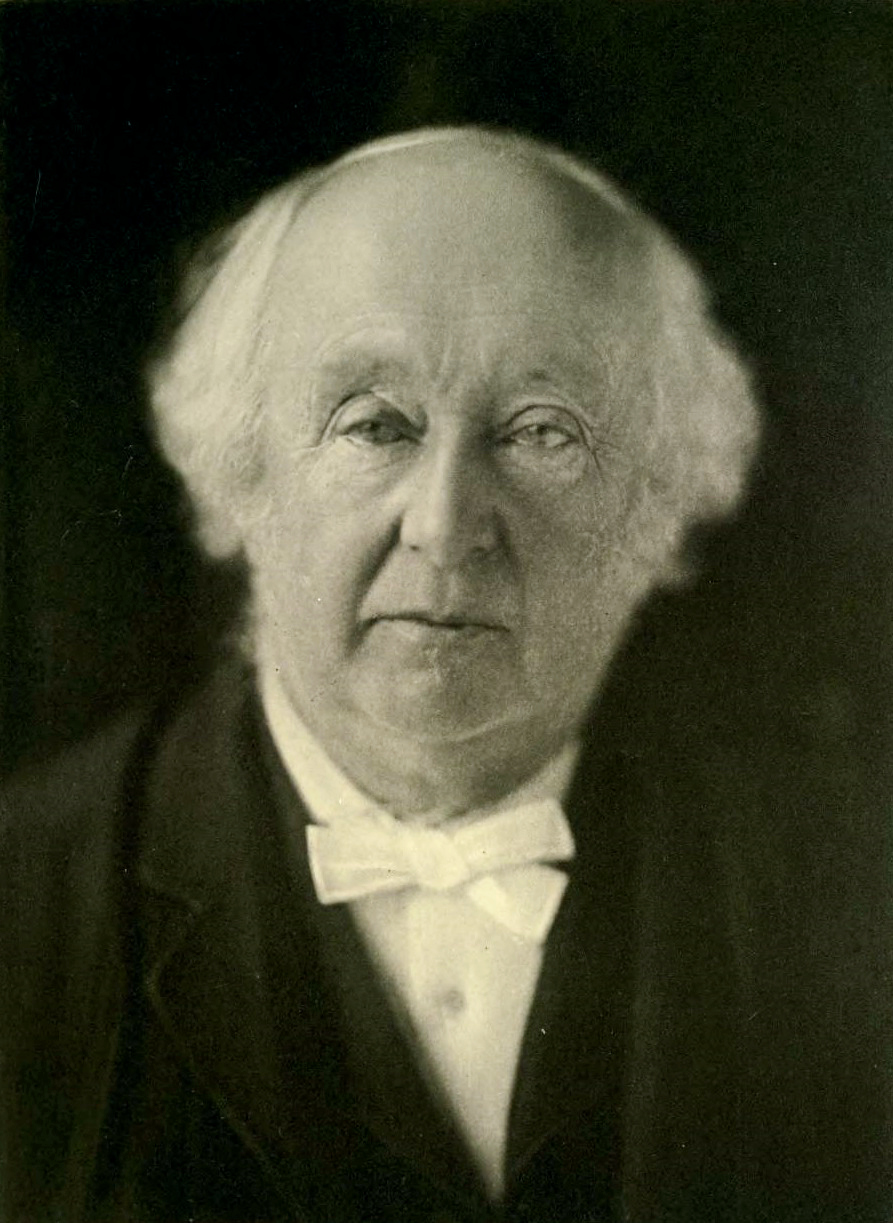

벤저민 조우이트(영어: Benjamin Jowett 벤저민 조잇[*], 영어 발음: /ˈdʒoʊɪt/, 현대 이음 영어 발음: /ˈdʒaʊɪt/; 1817년 4월 15일 - 1893년 10월 1일)는 옥스퍼드 대학교의 영향력 있는 교수이자 행정 개혁가로, 신학자, 성공회 성직자, 플라톤 및 투퀴디데스 번역가이기도 하다. 조우이트는 옥스퍼드 대학교 베일리열 칼리지 학장이었다.

## 같이 보기
- 번역